# Бентлі (Канзас)
Бентлі (англ. Bentley) — місто (англ. city) в США, в окрузі Седжвік штату Канзас. Населення — 560 осіб (2020).

## Географія
Бентлі розташоване за координатами 37°53′12″ пн. ш. 97°30′53″ зх. д. / 37.88667° пн. ш. 97.51472° зх. д. (37.886805, -97.514827).  За даними Бюро перепису населення США в 2010 році місто мало площу 0,78 км², уся площа — суходіл.

## Демографія
Згідно з переписом 2010 року, у місті мешкало 530 осіб у 199 домогосподарствах у складі 142 родин. Густота населення становила 681 особа/км².  Було 221 помешкання (284/км²).
Расовий склад населення:
| - 92,1 % — білих - 3,0 % — корінних американців - 0,9 % — чорних або афроамериканців - 0,8 % — азіатів - 2,1 % — осіб інших рас |

До двох чи більше рас належало 1,1 %. Частка іспаномовних становила 7,2 % від усіх жителів.
За віковим діапазоном населення розподілялося таким чином: 27,7 % — особи молодші 18 років, 62,9 % — особи у віці 18—64 років, 9,4 % — особи у віці 65 років та старші. Медіана віку мешканця становила 35,2 року. На 100 осіб жіночої статі у місті припадало 113,7 чоловіків;  на 100 жінок у віці від 18 років та старших — 101,6 чоловіків також старших 18 років.
Середній дохід на одне домашнє господарство  становив 65 242 долари США (медіана — 63 750), а середній дохід на одну сім'ю — 68 650 доларів (медіана — 67 500). Медіана доходів становила 51 071 долар для чоловіків та 35 000 доларів для жінок. За межею бідності перебувало 15,7 % осіб, у тому числі 20,5 % дітей у віці до 18 років та 13,8 % осіб у віці 65 років та старших.
Цивільне працевлаштоване населення становило 242 особи. Основні галузі зайнятості: виробництво — 23,1 %, освіта, охорона здоров'я та соціальна допомога — 17,8 %, роздрібна торгівля — 13,6 %, транспорт — 9,9 %.